# 九层粿

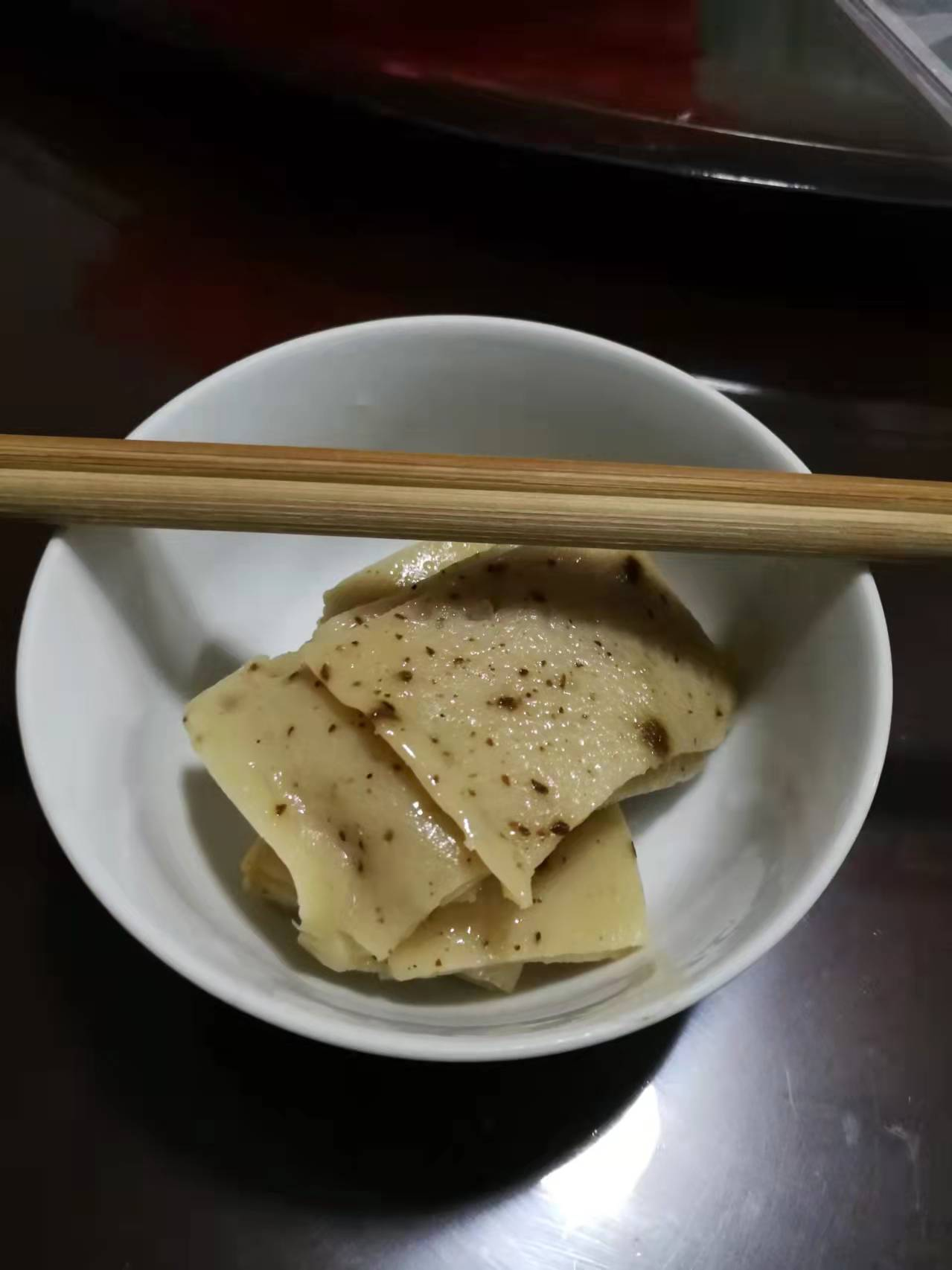
九层粿成品图片

九层粿，又名九重粿，是福建的特色小吃，為重阳节的时令食品。以籼米加少量糯米或粳米磨成米浆，层层上料直至第九层，蒸熟之后放凉切成菱形，一般分成红、淡黄或绿、白等色的九层，故名之九层粿。口感滋润细腻、淡甜微香，適合老人和小孩食用。